# エルヴィン・シュトレーゼマン

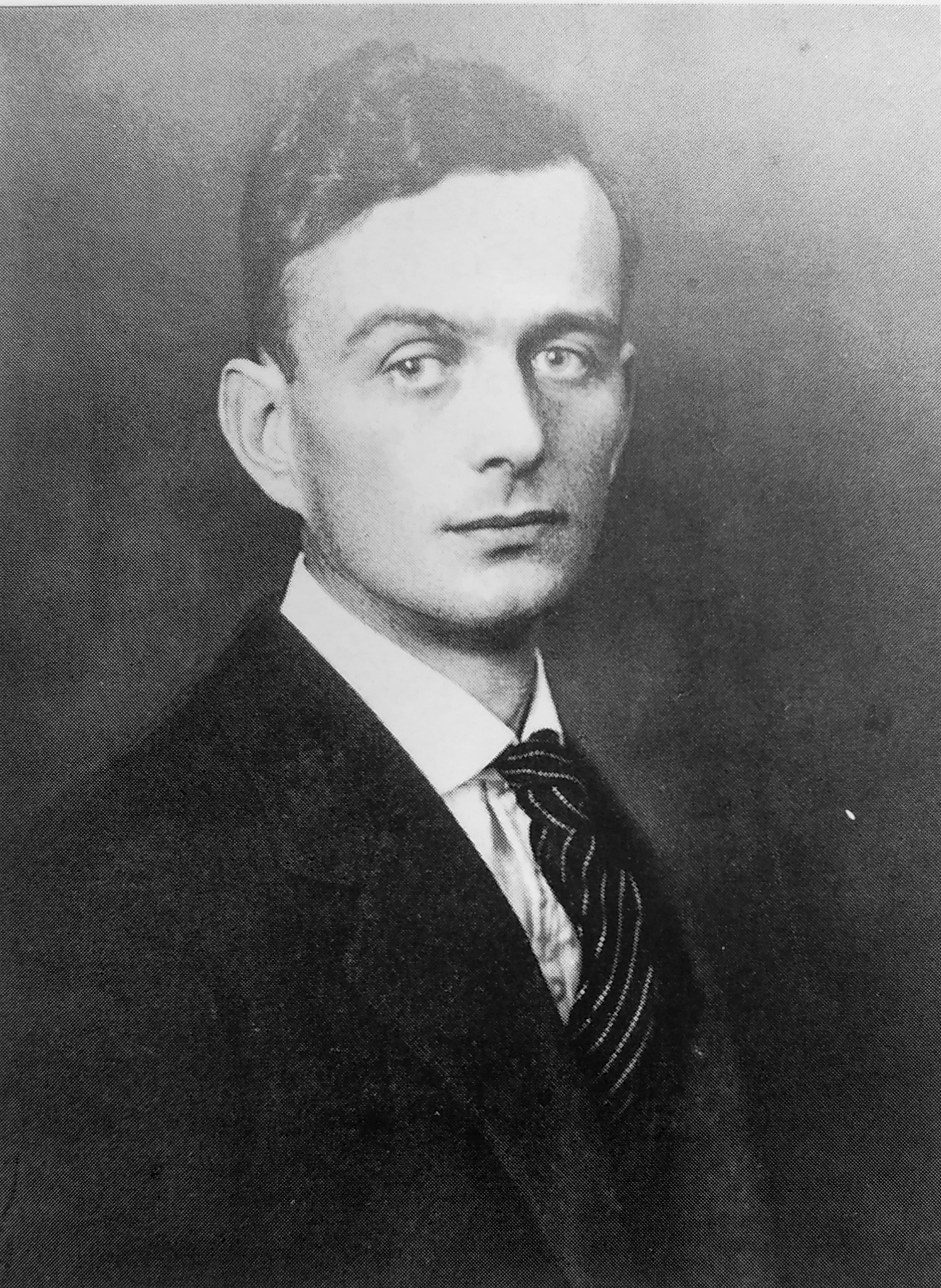
エルヴィン・シュトレーゼマン

エルヴィン・シュトレーゼマン（Erwin Friedrich Theodor Stresemann、1889年11月22日 - 1972年11月20日）は、ドイツの鳥類学者である。

## 略歴
ドレスデンで薬局経営者の息子に生まれた。1908年からイエナ大学、ミュンヘン大学で動物学を学んだ。1910年から1912年の間は休暇をとってフライブルクの地質学者、カール・デニンジャー（Karl Deninger）が率いるモルッカ諸島への探検調査に鳥類学者として参加し、多くの鳥類標本を集めて帰国した。1914年から1918年の間、第一次世界大戦で軍務についた後、ミュンヘンの州立動物学収集博物館（Zoologische Staatssammlung München）の補助研究部門で働き、1920年にミュンヘン大学から博士号を得た。
1921年にベルリン動物学博物館の助手となり、1924年から学芸員となった。1930年からベルリン大学で教え始め、1948年に動物学の教授となった。1946年から1959年の間、ベルリン動物学博物館の館長代理を務めた。
ドイツ鳥類学会（Deutsche Ornithologen-Gesellschaft）の事務局、1949年から会長、名誉会長を務め、20世紀のドイツの重要な鳥類学者となった。1922年から1961年まで、弟子のギュンター・ニートハマー（Günther Niethammer）と 学術誌、"Journals für Ornithologie" の編集を行い、1922年からアントン・ライヒェナウ（Anton Reichenow）の後をついで1944年まで、"Ornithologischen Monatsberichte" の出版を行った。1920年代から1930年代に、旧来の分類学を主とした鳥類学から、遺伝学、機能解剖学、生理学、生態学などを取り入れた近代的な鳥類学への変換を推進した。有名な弟子にはネオダーウィニズム（総合説）の形成に関わった、鳥類学者のエルンスト・マイヤーがいる。
1955年からベルリンのドイツ科学アカデミーの会員であり、1954年にドイツの科学アカデミーレオポルディーナの会員に選ばれた。
編書に"Excursionsfauna of Germany"があり、現在も出版され、動物学を学ぶ学生に"Der Stresemann"と呼ばれている。
1960年に東ドイツ政府から功労章を受勲した。

## 著作
- Die Paulohisprache. Ein Beitrag zur amboinischen Sprachengruppe. M. Nijhoff, ’s-Gravenhage 1918.
- Avifauna Macedonica. Die ornithologischen Ergebnisse der Forschungsreisen, unternommen nach Mazedonien durch Prof. Dr. Doflein und Prof. L. Müller ... in den Jahren 1917 und 1918. Dultz & Co., München 1920.
- Die Lauterscheinungen in den ambonischen Sprachen. D. Reimer, Berlin 1927.
- Exkursionsfauna von Deutschland. Drei Bände. Volk und Wissen, Berlin, 1955.
  - Exkursionsfauna für die Gebiete der DDR und der BRD. 8. Aufl. Berlin 1989.
- Leonid Alexandrowitsch Portenkoと共著: Atlas der Verbreitung palaearktischer Vögel. Akademie-Verlag, Berlin 1960.
- Die Entwicklung der Ornithologie, von Aristoteles bis zur Gegenwart. F. W. Peters, Berlin 1951.